# Ian Hunter (actor)
Ian Hunter (Ciudad del Cabo, 13 de junio de 1900-Londres, 22 de septiembre de 1975) fue un actor británico.

## Biografía
A la edad de 10 años se traslada a Inglaterra, de donde era originaria su familia. Participó en la Primera Guerra Mundial, combatiendo en Francia con el Ejército Británico. Al regresar del frente comienza su carrera como actor, participando en películas y series de televisión.

## Filmografía
- Not for sale (1924)
- Confessions (1925)
- A Girl of London (1925)
- The ring (1927)
- Decadencia (1927)
- The Thoroughbred (1928)
- His House in Order (1928)
- Easy Virtue (1928)
- The Physician (1928)
- Valley of the Ghosts (1928)
- Syncopation (1929)
- Escape (1930)
- Cape Forlorn (1931)
- Sally in Our Alley (1931)
- Marry Me (1932)
- The Water Gipsies (1932)
- The Sign of Four: Sherlock Holmes' Greatest Case (1932)
- Skipper of the Osprey (1933)
- The Man from Toronto (1933)
- The Silver Spoon (1934)
- Orders Is Orders (1934)
- The Church Mouse (1934)
- No Escape (1934)
- Death at Broadcasting House (1934)
- Something Always Happens (1934)
- The Morals of Marcus (1935)
- The Girl from 10th Avenue (1935)
- Lazybones (1935)
- The Night of the Party (1935)
- The Phantom Light (1935)
- Jalna (1935)
- El sueño de una noche de verano (1935)
- Su vida privada (1935)
- The White Angel (1936)
- To Mary - with Love (1936)
- El demonio es un pobre diablo (1936)
- Stolen Holiday (1937)
- Call It a Day (1937)
- Another Dawn (1937)
- Confession (1937)
- Aquella mujer (That Certain Woman, 1937)
- 52nd Street (1937)
- The Adventures of Robin Hood (1938)
- Por otro querer (1938)
- Secrets of an Actress (1938)
- Las hermanas (1938)
- Comet Over Broadway (1938)
- Yes, My Darling Daughter (1939)
- The Little Princess (1939)
- Se llevó mi corazón (1939)
- Tarzan Finds a Son! (1939)
- Maisie (1939)
- Bad Little Angel (1939)
- La torre de Londres (1939)
- La nueva melodía de Broadway (1940)
- Strange Cargo (1940)
- Dulcy (1940)
- The Long Voyage Home (1940)
- Bitter Sweet (1940)
- Gallant Sons (1940)
- No puedo vivir sin ti (1941)
- Andy Hardy's Private Secretary (1941)
- Las chicas de Ziegfeld (1941)
- Billy, el Niño (1941)
- Dr. Jekyll and Mr. Hyde (1941)
- Smilin' Through (1941)
- A Yank at Eton (1942)
- It Comes Up Love (1943)
- Forever and a Day (1943)
- Bedelia (1946)
- White Cradle Inn (1947)
- The White Unicorn (1947)
- Edward, mi hijo (1949)
- It Started in Paradise (1952)
- Appointment in London (1953)
- Fire One (1954)
- Don't Blame the Stork (1954)
- Eight O'Clock Walk (1954)
- The Door in the Wall (1956)
- La batalla del Río de la Plata (1956)
- Fortune Is a Woman (1957)
- Doomsday for Dyson (1958)
- Rockets Galore! (1958)
- La India en llamas (1959)
- Zafarrancho en la marina (1960)
- Doctor Blood's Coffin (1961)
- The Treasure of Monte Cristo (1961)
- The Queen's Guards (1961)
- Al final de la noche (1962)
- Kali Yug, la dea della vendetta (1963)
- Il mistero del tempio indiano (1963)

## Series de TV
- Douglas Fairbanks, Jr., Presents (1955-1956)
- The Adventures of Robin Hood (1955-1958)
- The Four Just Men (1960)
- Armchair Theatre (1959-1960)
- Somerset Maugham Hour (1962)